# Tetraponera modesta
Tetraponera modesta é uma espécie de formiga do gênero Tetraponera, pertencente à subfamília Pseudomyrmecinae.